# Radula campanulata
Radula campanulata là một loài rêu trong họ Radulaceae. Loài này được Lindenb. & Gottsche mô tả khoa học đầu tiên năm 1844.
Danh pháp khoa học của loài này chưa được làm sáng tỏ. 